# Fight Fire with Fire
Fight Fire with Fire je první skladba thrash metalové skupiny Metallica na albu Ride the Lightning.
Začíná baladickým úvodem hraným na kytaru, ze kterého se potom změní na pořádnou thrash metalovou vášeň. Celá píseň je neskutečně rychlá a agresivní. Text pojednává o Armageddonu a zničení.
Píseň nahrála Apocalyptica na jejich albu Cult. Také jí nahrála polská death metalová skupina Vader a vydala ji jako bonusovou píseň na svém albu Necropolis. Tato píseň společně s For Whom the Bell Tolls, Creeping Death a Fade to Black z Ride the Lightning je ve hře Guitar Hero: Metallica.